# Copycat (film)
Pour les articles homonymes, voir Copycat et L'Imitateur.
Pour plus de détails, voir Fiche technique et Distribution.
Copycat ou L'Imitateur au Québec est un thriller américain coproduit et réalisé par Jon Amiel, sorti en 1995.

## Synopsis
La psychologue Helen Hudson (Sigourney Weaver) est une célèbre experte des tueurs en série, ce qui lui permet d'écrire des best-sellers qui font sa gloire et sa fortune.
Après qu'un de ses anciens patients souffrant d'une psychose — Daryll Lee Cullum (Harry Connick Jr.) — tente de l'assassiner à l'issue d'une conférence, elle se retire chez elle, cesse de travailler, devient agoraphobe et vaguement alcoolique. Souffrant d'attaques de panique liées au choc et à l'idée d'une nouvelle tentative de meurtre, elle entame une existence recluse à l'intérieur de son luxueux appartement où seul son assistant est admis.
Alors que les inspecteurs de police MJ Monahan (Holly Hunter) et Ruben Goetz (Dermot Mulroney) enquêtent sur une succession de meurtres de jeunes femmes, ils sont amenés à rencontrer Helen Hudson et à finalement solliciter son aide...

## Fiche technique
- Titre original et français : Copycat
- Titre québécois : L'Imitateur
- Réalisation : Jon Amiel
- Scénario : Ann Biderman et David Madsen, réécrit par Jay Presson Allen (non créditée)
- Décors : Jim Clay
- Costumes : Claudia Brown
- Photographie : László Kovács
- Montage : Alan Heim, A.C.E. et Jim Clark
- Musique : Christopher Young
- Production : Arnon Milchan et Mark Tarlov ; Michael Nathanson (en) et John Fiedler (exécutifs) ; Joe Caracciolo, Jr. (coproducteur)
- Société de production : New Regency Pictures
- Société de distribution : Warner Bros.
- Budget : 20 millions de dollars
- Pays d’origine :  États-Unis
- Langue originale : anglais
- Format : 2,35:1 (35 mm Eastman), Panavision, couleurs par Technicolor, son Dolby Digital
- Genre : thriller
- Durée : 118 minutes
- Dates de sortie :
  - États-Unis : 27 octobre 1995 (avant-première mondiale à Los Angeles) ; 27 octobre 1995 (sortie nationale)
  - Belgique, France : 3 avril 1996
- Film interdit aux moins de 12 ans lors de sa sortie en salle.

## Distribution
- Sigourney Weaver (VF : Frédérique Tirmont ; VQ: Anne Caron) : Helen Hudson
- Holly Hunter (VF : Marie Vincent ; VQ: Lisette Dufour) : M.J. Monahan
- Dermot Mulroney (VF : Renaud Marx ; VQ: Pierre Auger) : Reuben Goetz
- Will Patton (VF : Joël Martineau ; VQ: Jean-Luc Montminy) : Nicoletti
- William McNamara (VF : Éric Legrand ; VQ: Daniel Lesourd) : Peter Foley
- J.E. Freeman (VF : Jean Lagache ; VQ: Vincent Davy) : Lt. Thomas Quinn
- Harry Connick Jr. (VF : Emmanuel Jacomy ; VQ: Gilbert Lachance) : Daryll Lee Cullum
- John Rothman (VF : Michel Papineschi ; VQ: Benoît Rousseau) : Andy

## Musique
La bande originale du film a été écrite par Christopher Young et par ailleurs publiée en octobre 1995 par le label Milan Records.
Liste des titres publiés sur la version CD :
1. Get Up To This - New World Beat
2. Carabu Party - Steven Ray
3. Techno Boy - Silkski (Jerome Evans)
4. Main Title From 'Copycat'
5. Stick Him Or Shoot Him
6. Housebound
7. Silent Screams
8. Murder's An Art
9. In Darkness
10. Take A Life
11. Next To The Devil
12. Pastoral Horror
13. Silhouette
14. Gallows
15. Butchers and Bakers
16. Panic
17. Who's Afraid
18. Lay Me Down
19. The Barber Of Seville : Largo Al Factotum - Roberto Servile/Failoni Chamber Orchestra/Will Humburg
20. Tosca : Vissi D'arte - Gabriela Benackova/The Czech Philharmonic Orchestra/Bohumil Gregor

Les morceaux présents dans le film sont aussi : In paradisium, de Gabriel Fauré, tiré de la Messe de Requiem Op. 48, Murder By Numbers du groupe The Police, ainsi que différents morceaux du groupe Jefferson Airplane.

## Accueil
Le film a reçu un accueil mitigé de la critique. Il obtient un score moyen de 54 % sur Metacritic.

## Distinctions
- Festival du film policier de Cognac 1996 : Prix du public « Crédit Agricole »